# Siats
Siats (nazwany imieniem potwora–ludojada z legend Ute) – rodzaj dinozaura z grupy teropodów żyjącego na początku późnej kredy (cenoman) na obszarze dzisiejszej Ameryki Północnej. Gatunkiem typowym jest Siats meekerorum, którego holotypem jest odkryty w osadach ogniwa Mussentuchit formacji Cedar Mountain w amerykańskim stanie Utah niekompletny szkielet niedojrzałego osobnika z zachowaną częścią kręgów, kości miednicy i kości kończyn tylnych, oznaczony FMNH PR 2716.
Oszacowanie całkowitych rozmiarów ciała Siats utrudnia niekompletność zachowanego materiału kopalnego okazu holotypowego. Autorzy opisu Siats meekerorum, Lindsay Zanno i Peter Makovicky, oszacowali długość kości udowej holotypu na ok. 1166–1410 milimetrów; nawet przy przyjęciu najniższej wartości S. meekerorum pod względem długości kości udowej byłby porównywalny z czilantajzaurem. Na podstawie wyliczonej długości kości udowej Zanno i Makovicky oszacowali masę okazu holotypowego S. meekerorum na prawie cztery tony.
Z przeprowadzonej przez Zanno i Makovicky'ego analizy filogenetycznej wynika, że Siats był allozauroidem należącym do kladu Carcharodontosauria i do rodziny Neovenatoridae. Z tej analizy wynika, że w ramach Neovenatoridae Siats był przedstawicielem kladu Megaraptora, jednak o niepewnej pozycji filogenetycznej w obrębie tej grupy. Późniejsza analiza filogenetyczna przeprowadzona przez Corrię i Curriego (2016) na podstawie zmodyfikowanej macierzy danych z analizy Carrano, Bensona i Sampsona (2012), potwierdziła przynależność Siats do Neovenatoridae, ale już nie jego przynależność do Megaraptora; na drzewie ścisłej zgodności Siats jest w nierozwikłanej politomii z neowenatorem, czilantajzaurem i Megaraptora. Niepewne jest również, czy grupa Megaraptora, do której pierwotnie został zaliczony Siats, istotnie należy do allozauroidów; część autorów zalicza je do celurozaurów. Jednak zdaniem Porfiriego i współpracowników (2014) w zachowanym materiale kopalnym Siats nie ma cech, które dowodziły jego bliskiego pokrewieństwa z Megaraptora, czy nawet w ogóle z celurozaurami. Z analizy filogenetycznej przeprowadzonej przez Bella i współpracowników (2016) wynika z kolei, że Siats był celurozaurem, jednak jego pozycja filogenetyczna w obrębie tej grupy jest niepewna – mógł być krewnym ornitomimozaurów, celurozaurem bliżej spokrewnionym z maniraptorami niż z tyranozauroidami, przedstawicielem Megaraptora lub tyranozauroidem spokrewnionym z tyranozaurami bliżej niż Xiongguanlong.
Już przed odkryciem Siats wiadomo było, że o ile pod koniec poprzedzającego kredę okresu jurajskiego obszar dzisiejszej zachodniej Ameryki Północnej zasiedlało wiele gatunków dużych i średniej wielkości teropodów z różnych linii ewolucyjnych (ceratozaury, prawdopodobny przedstawiciel rodziny Piatnitzkysauridae – marszozaur, megalozaury, allozaury, wczesne tyranozauroidy), o tyle pod koniec kredy jedynymi wielkimi teropodami na tym obszarze byli przedstawiciele rodziny tyranozaurów. Zdaniem Zanno i Makovicky'ego odkrycie Siats, a także wcześniejsze odkrycie należącego do karcharodontozaurów akrokantozaura, dowodzi, że w okresie kredowym w Ameryce Północnej nie doszło do prostego zastąpienia wielkich teropodów z grup dominujących pod koniec jury przez tyranozaury; w połowie okresu kredowego największymi drapieżnikami lądowymi w Ameryce Północnej nie byli ani potomkowie największych późnojurajskich teropodów, ani przodkowie późnokredowych tyranozaurów, lecz teropody z innej grupy, tj. przedstawiciele Carcharodontosauria.
Poza skamieniałościami Siats w osadach ogniwa Mussentuchit odkryto także zęby niewielkich (porównywalnych z alektrozaurem) tyranozauroidów. Zdaniem Zanno i Makovicky'ego odkrycie Siats – uznawanego przez autorów za dużego przedstawiciela allozauroidów żyjącego jeszcze na początku późnej kredy (a więc młodszego od akrokantozaura) – sugeruje, że dopiero wymarcie allozauroidów w późnej kredzie umożliwiło tyranozauroidom uzyskanie pozycji dominujących wielkich drapieżników na obszarze dzisiejszej Ameryki Północnej.